# Elabra parana
Elabra parana är en insektsart som först beskrevs av Henry Fairfield Osborn 1928.  Elabra parana ingår i släktet Elabra och familjen dvärgstritar. Inga underarter finns listade i Catalogue of Life.